# Park Yeong-hun
Park Yeong-hun (박영훈 ?, 朴永訓?, Bak Yeong-hunLR, Pak Yŏng-hunMR; Seul, 1º aprile 1985) è un goista sudcoreano di grado 9-dan.

## Biografia
Diventato professionista nel 1999, qualificandosi come dilettante, è stato promosso 2 dan nel 2000 e 3 dan nel 2001; nel 2003 è diventato 4 dan.
Nel 2004 è stato promosso 5 dan, poi 6 dan per essere arrivato secondo alla Samsung Fire Cup e 9 dan per aver vinto la Fujitsu Cup contro il giapponese Yoda Norimoto (questa vittoria gli ha anche fatto ottenere l'esenzione dal servizio militare); a 19 anni è diventato quindi il più giovane 9 dan sudcoreano, promozione ottenuta in appena 4 anni 7 mesi.
Nel 2007 ha vinto nuovamente la Fujitsu cup, sconfiggendo il connazionale Lee Chang-ho.

## Palmarès
| Nazionali                | Nazionali            | Nazionali                        |
| Titolo                   | Vittorie             | Secondi posti                    |
| ------------------------ | -------------------- | -------------------------------- |
| BC Card Cup              | 1 (2005)             |                                  |
| Kisung                   | 4 (2005–2008)        |                                  |
| GS Caltex Cup            | 2 (2007, 2008)       | 5 (2004, 2007, 2009, 2011, 2012) |
| Myungin                  | 3 (2010, 2011, 2014) |                                  |
| Chunwon                  | 2 (2001, 2012)       | 1 (2005)                         |
| Siptan                   |                      | 2 (2006, 2013)                   |
| Maxim Cup                | 2 (2008, 2010)       | 1 (2009)                         |
| Prices Information Cup   | 1 (2005)             |                                  |
| New Pro King             | 1 (2005)             |                                  |
| New Pro Strongest        |                      | 1 (2003)                         |
| Yeongnam Ilbo Cup        | 1 (2005)             |                                  |
| Totale                   | 17                   | 10                               |
| Continentale             |                      |                                  |
| Titolo                   | Vittorie             | Secondi posti                    |
| Tengen Cina-Corea        | 1 (2002)             | 1 (2013)                         |
| World Mingren            | 1 (2011)             | 1 (2012)                         |
| China–Korea New Pro Wang |                      | 1 (2005)                         |
| Totale                   | 2                    | 3                                |
| Internazionale           |                      |                                  |
| Titolo                   | Vittorie             | Secondi posti                    |
| Chunlan Cup              |                      | 2 (2017, 2019)                   |
| MLily Cup                |                      | 1 (2017)                         |
| LG Cup                   |                      | 1 (2016)                         |
| Samsung Fire Cup         |                      | 2 (2003, 2007)                   |
| Coppa Fujitsu            | 2 (2004, 2007)       |                                  |
| Zhonghuan Cup            | 1 (2004)             |                                  |
| Totale                   | 3                    | 6                                |
| Carriera totale          |                      |                                  |
| Totale                   | 22                   | 19                               |